# Samir Nasri
Samir Nasri (سمير صري –  – Samīr Naṣrī, magyarosan Szamír Naszri) (Marseille, 1987. június 26. –) francia válogatott labdarúgó. Általában támadó középpályásként szokott játszani.

## Családja
Nasri nagyszülei Algériából vándoroltak Franciaországba. Az apja Constantine-ból való, míg az anyja Biszkrából. La Gavotte Peyretben nőtt fel, ami Marseille egyik veszélyes északi külvárosa. Szülei 8 éves korában vitték el a Pennes Mirabeau nevezetű csapatba focizni. Itt lejátszott két idényt, mielőtt az Olympique de Marseille toborzóján fel nem figyeltek rá.

## Pályafutása

### Klubcsapatban
Nasri 9 évesen kezdett futballozni az Olympique Marseille-ben. A 2004/05-ös szezonban mutatkozott be a francia első osztályban (Ligue 1). Összesen 13 mérkőzésen szerepelt, 11-szer volt csere és mindössze 1 gólt szerzett, de mindez elég szép teljesítménynek számított, hiszen ekkor még csak 17 éves volt. A következő idényben bemutatkozhatott az UEFA-kupában is.A 2006/07-es idényben a bajnokság vége fele szerezte meg első gólját 2007. április 29-én. Ezen a napon csapatával a Sochaux gárdája ellen játszott és nagyban hozzájárult a 4-2-es győzelemhez. Ez a győzelem a 4. helyre juttatta a Marseillet 4 fordulóval a vége előtt és az UEFA-kupa-ban indulhattak. Az UEFA-kupában illetve az UEFA Intertotó Kupában 2 mérkőzésen szerepelt, de gólt nem szerzett.
2007. május 20-án Nasri lett az év fiatal játékosa a francia első osztályban, megelőzve Jimmy Briandet és Karim Benzemát, a szurkolók részéről pedig elnyerte az év Marseille-játékosa díjat. A szavazatok 62%-át kapta.
2007. szeptemberének közepén Nasrit kórházban ápolták egy agyhártyagyulladáshoz hasonló vírussal.A Bajnokok Ligája 2007/08-as szezonjának csoportkörében a Marseille hazai mérkőzésén a Liverpool ellen Nasri a kezdőbe volt nevezve annak ellenére, hogy kihevert egy sérülést. Ennek következtében nagyon kemény meccset játszott.
Miután véget ért a Marseille szezonja pár nappal később bejelentették, hogy Arséne Wenger az Arsenal menedzsere mindenképen meg szeretné szerezni az ifjú tehetséget és 13 millió ł-os ajánlatot tesznek érte. Wenger reméli, hogy a 2008-as Európa-bajnokság után lerendezhetik az ügyet. Június 18-án a BBC Sport bejelentette, hogy Nasri a jövőben az Arsenal játékosa lesz. Egy nappal ez után hozták nyilvánosságra az OM elnökének, Pape Dioufnak a szavait, aki elismerte, hogy már létrejött az egyezség Nasri és az Arsenal között, de a hivatalos bejelentés előtt még a francia középpályásnak át kell mennie a kötelező orvosi vizsgálatokon. A két klub 2008. július 11-én jelentette be a megállapodást. Pályafutása 2021-ben véget ért akkor jelenleg csapat nélkül volt.
Samir Nasrit sokan hasonlítják Zinédine Zidane-hoz az ördöngös cselei és higgadt játéka miatt, továbbá mindketten algériai származásúak.

### A válogatottban
Nasri szó szerint végigment azon a bizonyos ranglétrán a francia válogatottban, hiszen tagja volt az U16-os, 17-es, 18-as, 19-es, 20-as és 21-es válogatottnak is.
Samir Nasri U17-es válogatottal 2004-ben Európa Bajnokságot nyert, ahol a Spanyolok elleni győztes gól ő szerezte . A „nagy” válogatottban 2007. március 26-án mutatkozott be hazai pályán Ausztria ellen barátságos mérkőzésen, ahol mindjárt gólpasszt adott. A felnőtt csapatban az első gólját 3. válogatottsága alkalmával 2007. június 6-án szerezte Grúzia ellen egy Eb-selejtező mérkőzésen. Nevezve volt Raymond Domenech 2008-as Eb-keretébe.A maga 20 évével ő volt a francia keret legfiatalabb játékosa. Két mérkőzésen játszott, összesen 32 percet. Az Olaszország elleni mérkőzésen Franck Ribery megsérült és helyére küldte be Domenech, de 15 perccel később már le is cserélte, mivel Eric Abidalt a játékvezető kiállította.

## Sikerei, díjai
Marseille
- UEFA Intertotó-kupa: 2005

Manchester City
- Premier League: 2011–12, 2013–14
- Szuperkupa: 2012
- Ligakupa: 2013–14, 2015–16

## Statisztika

### Góljai a válogatottban
| #  | Dátum              | Helyszín | Ellenfél            | Gólarány | Eredmény | Rendezvény                                   |
| -- | ------------------ | -------- | ------------------- | -------- | -------- | -------------------------------------------- |
| 1. | 2007. június 6.    | Auxerre  | Grúzia              | 1-0      | 1-0      | Eb-selejtező                                 |
| 2. | 2007. november 16. | Párizs   | Marokkó             | 2-1      | 2-2      | Barátságos                                   |
| 3. | 2011. október 11.  | Párizs   | Bosznia-Hercegovina | 0-1      | 1-1      | 2012-es labdarúgó Európa-bajnokság selejtező |
| 4. | 2012. június 11.   | Doneck   | Anglia              | 1-1      | 1-1      | 2012-es labdarúgó Európa-bajnokság           |

### Góljai a klubcsapatban

#### Franciaország - Olympique Marseille
| Klub      | Szezon   | Bajnokság | Bajnokság | Bajnokság | Válogatott | Válogatott | Válogatott | Európa | Európa | Európa | Összesen | Összesen | Összesen |
| Klub      | Szezon   | Mérk.     | Gólok     | Gólp.     | Mérk.      | Gólok      | Gólp.      | Mérk.  | Gólok  | Gólp.  | Mérk.    | Gólok    | Gólp.    |
| --------- | -------- | --------- | --------- | --------- | ---------- | ---------- | ---------- | ------ | ------ | ------ | -------- | -------- | -------- |
| Marseille | 2004-05  | 24        | 1         | —         | —          | —          | —          | —      | —      | —      | 24       | 1        | —        |
| Marseille | 2005-06  | 30        | 1         | 2         | —          | —          | —          | 10     | 0      | 0      | 40       | 1        | 2        |
| Marseille | 2006-07  | 37        | 3         | 8         | —          | —          | —          | 4      | 0      | 0      | 41       | 3        | 8        |
| Marseille | 2007-08  | 30        | 6         | 12        | 7          | 1          | 1          | 8      | 0      | 3      | 45       | 7        | 16       |
| Marseille | Összesen | 121       | 11        | 22        | 7          | 1          | 1          | 22     | 0      | 3      | 150      | 12       | 26       |

#### Nagy-Britannia - Arsenal; Manchester City
| Klub               | Szezon             | Bajnokság | Bajnokság | Bajnokság | Kupa  | Kupa  | Kupa  | Válogatott | Válogatott | Válogatott | Európa | Európa | Európa | Összesen | Összesen | Összesen |
| Klub               | Szezon             | Mérk.     | Gólok     | Gólp.     | Mérk. | Gólok | Gólp. | Mérk.      | Gólok      | Gólp.      | Mérk.  | Gólok  | Gólp.  | Mérk.    | Gólok    | Gólp.    |
| ------------------ | ------------------ | --------- | --------- | --------- | ----- | ----- | ----- | ---------- | ---------- | ---------- | ------ | ------ | ------ | -------- | -------- | -------- |
| Arsenal            | 2008-09            | 29        | 6         | 2         | 5     | 0     | 3     | 3          | 0          | 0          | 10     | 1      | 0      | 47       | 7        | 5        |
| Arsenal            | 2009-10            | 27        | 2         | 5         | 2     | 0     | 0     | 0          | 0          | 0          | 6      | 3      | 1      | 35       | 5        | 6        |
| Arsenal            | 2010-11            | 30        | 10        | 1         | 8     | 3     | 1     | 12         | 1          | 3          | 8      | 2      | 4      | 58       | 16       | 9        |
| Arsenal            | Összesen           | 86        | 18        | 8         | 15    | 3     | 4     | 15         | 1          | 3          | 24     | 6      | 5      | 140      | 28       | 20       |
| Manchester City    | 2011-12            | 31        | 5         | 9         | 5     | 1     | 0     | 5          | 1          | 0          | 10     | 0      | 0      | 51       | 7        | 9        |
| Manchester City    | Összesen           | 31        | 5         | 9         | 5     | 1     | 0     | 5          | 1          | 0          | 10     | 0      | 0      | 51       | 7        | 9        |
| Karrierje összesen | Karrierje összesen | 238       | 34        | 39        | 20    | 4     | 4     | 30         | 3          | 4          | 56     | 6      | 8      | 344      | 47       | 55       |